# Mikroiluzja
Mikroiluzja – kategoria sztuki iluzji obejmująca prezentacje efektów iluzjonistycznych z zastosowaniem małych rekwizytów, najczęściej przedmiotów codziennego użytku, w małym gronie osób, najczęściej przy stoliku.